# Кре Мепје
Кре Мепје (фр. Creys-Mépieu) насеље је и општина у источној Француској у региону Рона-Алпи, у департману Изер која припада префектури Ла Тур ди Пен.
По подацима из 2011. године у општини је живело 1459 становника, а густина насељености је износила 50,33 становника/km². Општина се простире на површини од 28,99 km². Налази се на средњој надморској висини од 260 метара (максималној 343 m, а минималној 200 m).

## Демографија
| 1962. | 1968. | 1975. | 1982. | 1990. | 1999. | 2011. |
| ----- | ----- | ----- | ----- | ----- | ----- | ----- |
| 614   | 631   | 596   | 960   | 959   | 1.091 | 1.459 |

График промене броја становника у току последњих година